# David Pisot
David Pisot (Karlsruhe, Alemania, 6 de julio de 1987) es un futbolista alemán. Juega de defensa y su equipo es el SGV Freiberg de la Regionalliga Südwest.

## Clubes
| Club                        | País     | Año       |
| --------------------------- | -------- | --------- |
| VfB Stuttgart II            | Alemania | 2006-2007 |
| VfB Stuttgart               | Alemania | 2007-2009 |
| S. C. Paderborn 07 (cedido) | Alemania | 2008      |
| F. C. Ingolstadt 04         | Alemania | 2009-2012 |
| VfL Osnabrück               | Alemania | 2012-2016 |
| Würzburger Kickers          | Alemania | 2016-2017 |
| Karlsruher S. C.            | Alemania | 2017-2021 |
| SpVgg Unterhaching          | Alemania | 2021-2023 |
| SGV Freiberg                | Alemania | 2023-     |